# مارتينا فرانكا
مارتينا فرانكا (بالإيطالية: Martina Franca)‏ مدينة جنوب إيطاليا في مقاطعة تارانتو ضمن إقليم بوليا، ترتفع عن مستوى سطح البحر ب431 متر ومساحتها 295 كيلومتر مربع، يقال أن تاريخها يرجع إلى القرن العاشر فكانت قرية صغيرة من سكان نزحوا من مدينة تارانتو القريبة بعد الفتح الإسلامي لها، سكانها حوالي 49.095 نسمة.

## السكان
في سنة 1861 بلغ عدد السكان 16٬767 نسمة، وتطور العدد ليصل في سنة 2011 لـ 49٬009 نسمة.
يظهر هذا المخطط البياني تطور النمو السكاني لـ مارتينا فرانكا

## أعلام
- روزيلا بريشيا
- فرناندو مارينو
- روساريا كونسول